# Дім страху
Дім страху — трилер 2004 року.

## Сюжет
Молодий і енергійний лікар приїжджає на практику в напівзанедбану психіатричну клініку, в якій незабаром відбуваються два звірячих вбивства. Уві сні він бачить привид мертвого хлопчика, який кличе в лабіринти коридорів клініки. Відважний доктор Кларк вирішує за будь-яких обставин розібратися в тому, що відбувається. А допоможе йому загадковий пацієнт палати 44, яка знаходиться в підвалі лікарні.